# Ak-Czyraa
Ak-Czyraa (ros. Ак-Чыраа) – wieś w Rosji, w Tuwie, w kożuunie owiurskim. W 2010 liczyła 470 mieszkańców.